# Nebria gyllenhali
Nebria gyllenhali (лат.) — вид жуков-жужелиц из подсемейства плотинников. Распространён в Восточной Европе, Сибири, Чукотском автономном округе, Магаданской, Сахалинской и Амурской областях, Хабаровском и Приморском краях, на Курильских островах, а также в Аляске и Канаде. Длина тела имаго 8,8—10,5 мм. Спинная сторона тела чёрная, надкрылья часто красновато-бурые, голени и лапки бурые.